# Австро-Венгерская морская обсерватория в Пуле
Австро-Венгерская морская обсерватория в Пуле — астрономическая обсерватория, работавшая в 1871—1914 годах в Пуле (на тот момент Австро-Венгрия). Принадлежала Военно-морским силам Австро-Венгрии.

## Руководители обсерватории
- 1872—1880 — Пализа, Иоганн
- 1883—1901 — Иво Бенко[хорв.]

## История обсерватории
Обсерватория была основана в 1871 году Военно-морскими силами Австро-Венгрии в городе Пола (ныне Пула), как часть Гидрографического института Императорского и Королевского флота. На её базе была метеостанция. Обсерватория была частично разрушена и заброшена во время Первой мировой войны. Во время итальянского управления регионом астрономические инструменты и библиотеку вывезли в Триест. В 1944 году американские ВВС уничтожили здание обсерватории. В данный момент в частично восстановленном здании работает местное астрономическое любительское общество.

## Инструменты обсерватории
- Меридианный круг
- Часы
- Рефрактор с диаметром объектива 6 дюймов

## Отделы обсерватории
- Астрономический
- Метеорологический
- Служба времени

## Направления исследований
- Открытие астероидов
- Служба времени
- Метеорологические наблюдения
- Гидрография

## Основные достижения
- Открытие Пализой кометы 21 августа 1879 года[1]
- Открытие своих первых 29 астероидов Пализа, Иоганн
- Создание фундаментального каталога наблюдений звезд с меридианным инструментом.